# Chien-Chi Chang
Chien-Chi Chang (Taiwán, 1961) es un fotógrafo taiwanés, miembro de la Agencia Magnum, establecido en Graz (Austria).

## Biografía
Nacido en una familia de clase media en Taiwán, estudió en las universidades de Soochow e Indiana en 1990. Más adelante trabajó en el Seattle Times (1991 - 1993) y en el Baltimore Sun (1994 - 1995). Ha fotografiado la vida de los inmigrantes ilegales de Nueva York, especialmente en Chinatown, aunque también es conocido por documentar su tierra de nacimiento.
Ganó el premio de la Fundación por la fotografía humanística de W. Eugene Smith en 1999.

## Trabajos
- The Chain (2002): documentos de Long Fa Tang (el Templo del Dragón) en Taiwán.
- I Do I Do I Do (2002)

- Datos: Q699135
- Multimedia: Chien-Chi Chang / Q699135